# Jewgeni Ellinowitsch Sweschnikow
Jewgeni Ellinowitsch Sweschnikow (russisch Евгений Эллинович Свешников, lettische Schreibweise Jevgēņijs Svešņikovs; * 11. Februar 1950 in Tscheljabinsk; † 18. August 2021) war ein russischer Schachgroßmeister und -theoretiker, der zeitweise für den lettischen Schachverband spielte.

## Leben
Er erlernte das Schachspiel im Alter von fünf Jahren von seinem Vater. Später trainierte er im örtlichen Pionierpalast und entwickelte sich allmählich zu einem guten Spieler. Er absolvierte zunächst ein Universitätsstudium als Ingenieur und widmete sich erst danach vollständig dem Schach.
Sweschnikow hatte seine beste Phase als Turnierspieler in den 1970er- und 1980er-Jahren. Er gewann 1974 in Děčín und teilte 1976 den zweiten bis vierten Platz in der 1. UdSSR-Liga, einem Qualifikationsturnier zur UdSSR-Meisterschaft. 1977 gewann er in Le Havre. Er nahm an mehreren UdSSR-Meisterschaften teil, gelangte aber niemals auf einen Siegerplatz. Die FIDE verlieh ihm 1977 den Titel Großmeister.
Sweschnikow gewann 2008 und 2010 die lettische Einzelmeisterschaft. Im November 2017 gewann er in Acqui Terme die Seniorenweltmeisterschaft der Altersklasse 65+.

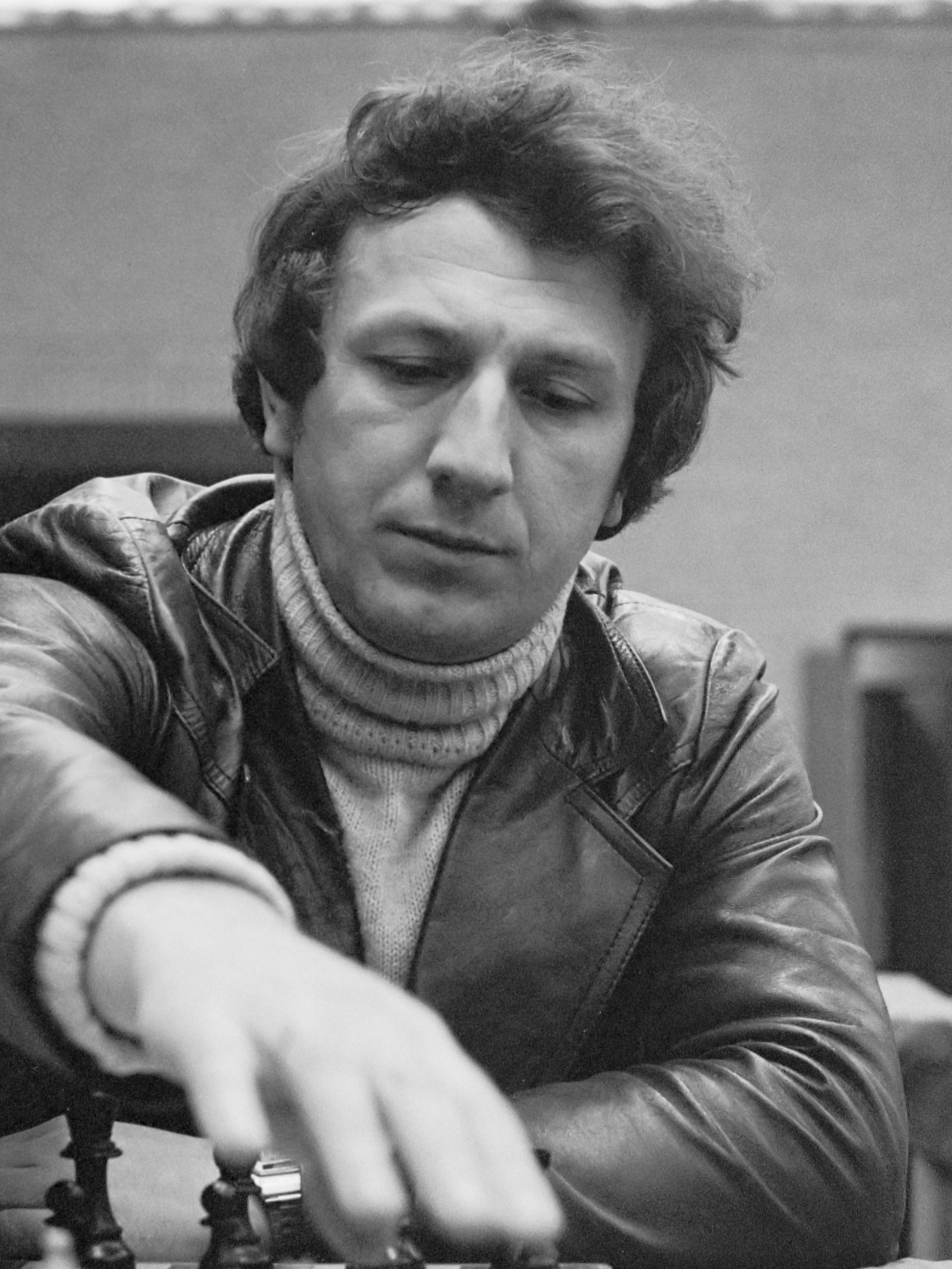
Jewgeni Sweschnikow (1981)

In Erscheinung trat er besonders als Schachtheoretiker. Er untersuchte gemeinsam mit anderen Tscheljabinsker Schachmeistern in den 1970er-Jahren eine Variante in der Sizilianischen Verteidigung und wandte sie selbst mit großem Erfolg an. Diese Variante, die früher als wenig empfehlenswert galt und als Lasker-Pelikan-Variante bekannt war, nahm daraufhin einen großen Aufschwung. Sie ist im russischen Sprachraum als Tscheljabinsker Variante bekannt, doch ist ihr Name außerhalb Russlands mittlerweile Sweschnikow-Variante. Sie ist im modernen Spitzenschach eine der meistgespielten und bestanalysierten Eröffnungen und gehört zum Hauptrepertoire namhafter Spieler wie Wladimir Kramnik, Péter Lékó und insbesondere auch Weltmeister Magnus Carlsen.
Sweschnikow war zweimal verheiratet und hat zwei Söhne und zwei Töchter. Sein Sohn Vladimirs Svešņikovs trägt den Titel eines Internationalen Meisters und wurde 2016 lettischer Einzelmeister.

## Nationalmannschaft
Sweschnikow nahm mit der lettischen Nationalmannschaft an den Schacholympiaden 2004, 2006, 2008 und 2010 teil. Zweimal spielte Sweschnikow bei Mannschaftseuropameisterschaften. 1977 gewann er den Wettbewerb mit der Sowjetunion, 2010 nahm er mit Lettland teil.

## Vereine
In den 1980er Jahren spielte Sweschnikow für Zenit, später für Poliot Tscheljabinsk, mit denen er auch dreimal am European Club Cup teilnahm und dabei 1992 den zweiten und 1995 den dritten Platz erreichte, Kadyr Ufa, mit denen er 1994 die russische Mannschaftsmeisterschaft gewann, Magnezit Satka und Ural Oblast Swerdlowsk. In Jugoslawien spielte Sweschnikow für die Mannschaft von Partizan Belgrad, mit der er am European Club Cup 1996 teilnahm.

## Ehrungen
In Omsk wurde eine Schachschule nach Jewgeni Sweschnikow benannt.